# Maria Zhang
Maria Zhang (Krakau, 8 augustus 1999) is een Poolse actrice. Ze verschijnt als Suki in de live-action-televisieserie Avatar: The Last Airbender (2024).

## Biografie

### Jeugd
Zhang werd in Polen geboren als dochter van een Chinese vader en een Poolse moeder. Rond de leeftijd van één jaar verhuisden Zhang en haar ouders naar Peking, waar ze opgroeide. Ze bracht de zomers door met haar familie op het platteland van Polen en spreekt Chinees, Pools en Engels.
Toen Zhang en haar zus op twaalfjarige leeftijd in Polen waren, kwamen ze een krantenknipsel tegen van de castingoproep van een gemeenschapstheatergroep. Later verhuisde ze naar Zuid-Californië om het USC bij te wonen.

### Carrière
Zhang speelde in 2021 in de korte film All I Ever Wanted. De film was een officiële selectie op het Los Angeles Asian Pacific Film Festival.
In december 2021 werd Zhang gecast als Suki in Avatar: The Last Airbender van Netflix. De serie, uitgebracht in 2024, is een live-action-bewerking van de originele animatieserie uit 2005.

## Filmografie

### Film
- Continuum als Dayna Hu (kortfilm)
- Dear Mom als Vivian (kortfilm)
- All I Ever Wanted als Jennifer (kortfilm)

### Televisie
- Avatar: The Last Airbender als Suki

### Web
- WorkInProgress: A Comedy Web-Series als Ani Dinh